# La tua futura ex moglie
La tua futura ex moglie è un singolo del rapper italiano Willie Peyote, pubblicato il 30 agosto 2019 come primo estratto dal quarto album in studio Iodegradabile.

## Descrizione
Terza traccia del disco, il brano racconta di una storia finita male, spesso con richiami autobiografici. Secondo quanto spiegato dall'artista La tua futura ex moglie rappresenta «il mio primo vero pezzo d'amore, almeno il primo in cui non faccio il preso male. Cioè si, c'è la fine già nel titolo, ma a sto giro c'è effettivamente la paura di perdere qualcosa più che la rassegnazione. È l'inizio di tutto un nuovo percorso in cui, come ogni disco, sono cambiato prima io e poi la musica. Il resto lascio che lo cogliate dopo un paio di ascolti, che certe cose si nascondono sempre tra le righe».

## Video musicale
Il video, diretto da Libero De Rienzo, è stato pubblicato il 5 settembre 2019 attraverso il canale YouTube del rapper.

## Tracce
1. La tua futura ex moglie – 4:35

## Formazione
- Willie Peyote – voce
- All Done
  - Frank Sativa – strumentazione, produzione
  - Kavah – strumentazione
  - Danny Bronzini – chitarra
  - Luca Romeo – basso
  - Dario Panza – batteria
- Marcello Picchioni – sintetizzatore, pianoforte
- Peppe Petrelli – registrazione, missaggio, coproduzione
- Giovanni Versari – mastering

## Classifiche
| Classifica (2019) | Posizione massima |
| ----------------- | ----------------- |
| Italia            | 75                |